# Moraleja
Pour l’article homonyme, voir Moraleja (homonymie).
Moraleja est une commune de la province de Cáceres dans la communauté autonome d'Estrémadure en Espagne.